# 宗賀 (塩尻市)
宗賀（そうが）は、長野県塩尻市の大字である。

## 地理
奈良井川上流右岸に位置し、河岸段丘上に展開する。平出遺跡は縄文時代から平安時代の複合遺跡で、住居跡や様々な出土品が出土する。和名類聚抄の筑摩郡「崇賀郷」や万葉集東歌の「須賀の荒野」は当地に比定される。

## 沿革
- 慶長年間 - 中山道の経路変更に伴い、洗馬宿、本山宿開設。
- 1874年（明治8年）1月23日 - 筑摩県筑摩郡平出村・床尾村・洗馬町村・牧野村・本山町村・日出塩村が合併して宗賀村となる。
- 1889年（明治22年）4月1日 - 町村制の施行により、宗賀村が単独で自治体を形成。
- 1909年（明治42年）12月1日 - 洗馬駅開業。
- 1926年（大正15年）12月21日 - 日出塩駅開業。
- 1959年（昭和34年）4月1日 - 塩尻町・片丘村・広丘村・筑摩地村と合併して塩尻市が発足し、大字宗賀となる。同日宗賀村廃止。

## 世帯数と人口
2022年（令和4年）1月1日現在の世帯数と人口は以下の通りである。
| 地区名   | 世帯数    | 人口    |
| -------- | --------- | ------- |
| 桔梗ケ原 | 769世帯   | 1,724人 |
| 平出     | 315世帯   | 861人   |
| 床尾     | 221世帯   | 553人   |
| 洗馬     | 281世帯   | 795人   |
| 牧野     | 337世帯   | 864人   |
| 本山     | 156世帯   | 382人   |
| 日出塩   | 48世帯    | 128人   |
| 小井戸   | 194世帯   | 419人   |
| 計       | 2,187世帯 | 5,414人 |

## 小・中学校の学区
市立小・中学校に通う場合、学区は以下の通りとなる。
| 行政区                    | 小学校               | 中学校                 |
| ------------------------- | -------------------- | ---------------------- |
| 大字宗賀（平出8組を除く） | 塩尻市立宗賀小学校   | 塩尻市立塩尻西部中学校 |
| 大字宗賀（平出8組）       | 塩尻市立塩尻西小学校 | 塩尻市立塩尻西部中学校 |

## 交通

### 鉄道
- JR東海中央本線
  - 洗馬駅
  - 日出塩駅

### 道路
国道
- 国道19号

都道府県道
- 長野県道292号御馬越塩尻停車場線
- 長野県道293号上今井洗馬停車場線
- 長野県道294号原洗馬停車場線
- 長野県道304号本山床尾線
- 長野県道305号床尾大門線

## 名所・旧跡・観光スポット・祭事・催事
- 洗馬宿
- 本山宿
- 平出遺跡
- 桔梗ヶ原

## 地域

### 施設
- 塩尻警察署
- 中南信運転免許センター
- 塩尻市役所 宗賀支所
- 塩尻市立図書館 宗賀分館
- 塩尻市立平出博物館

### 企業
- レゾナック 塩尻事業所
- 井筒ワイン
- Kidoワイナリー

### 教育
- 塩尻市立宗賀小学校
- 塩尻市立塩尻西部中学校